# Ulrike Heinrichs
Ulrike Heinrichs (* 14. April 1964 in Rovaniemi) ist  eine deutsche Kunsthistorikerin.

## Biographie
Heinrichs studierte an der Universität Freiburg und an der Université Paris IV Paris-Sorbonne Kunstgeschichte, Romanistik und Christlichen Archäologie. Das Studium schloss sie  1989 bzw. 1990 mit dem Magister Artium und dem Diplôme d’études approfondies ab. 1992 wurde sie in Freiburg bei Wilhelm Schlink mit einer Studie über die Pariser Bildhauerkunst der Gotik promoviert. Zwischen 1993 und 1995 absolvierte sie ein wissenschaftliches Volontariat am Germanischen Nationalmuseum in Nürnberg. Nach einer kurzzeitigen Vertretung der dortigen Stelle des Konservators für Textilien, Möbel, Spiele und Schmuck vertrat sie bis 1997 eine Assistentenstelle am Kunsthistorischen Institut der Universität Göttingen. Von 1998 bis 2006 war sie wissenschaftliche Mitarbeiterin am Kunstgeschichtlichen Institut der Universität Bochum, wo sie zwischen März 2005 und Oktober 2006 die Funktion einer Hochschuldozentin mit Schwerpunkt für die Kunstgeschichte des Mittelalters wahrnahm. 2003 habilitierte sie sich in Bochum mit einer Studie über Martin Schongauer.
Im November 2006 wurde sie auf eine auf fünf Jahre befristete Universitätsprofessur für Kunstgeschichte des Mittelalters an die Freie Universität Berlin berufen. Im Februar 2012 erhielt sie einen Ruf auf eine Universitätsprofessur für Mittlere und Neuere Kunstgeschichte an der Universität Paderborn.

## Wissenschaftliche Arbeit
Heinrichs beschäftigt sich mit der Malerei und Graphik des Mittelalters und der Renaissance und daneben mit der Skulptur des hohen und späten Mittelalters. Dabei berücksichtigt sie neben anthropologischen Fragestellungen auch das allgemeine Ineinandergreifen und Wechselverhältnis der Wissens- und Kunstproduktion sowie grundsätzliche Fragen der Rezeptionsästhetik von Bildern des Mittelalters und der Frühen Neuzeit. Dabei trat sie vor allem mit Publikationen zu Albrecht Dürer, Martin Schongauer und Veit Stoß hervor. Zurzeit führt Heinrichs ein Forschungsprojekt über das theoretische Wissen und die künstlerische Wahrnehmung von Farbe im späten Mittelalter durch.

## Stipendien und Auszeichnungen
- 1989/90 Stipendien des DAAD und der Französischen Regierung
- 1991 Graduiertenstipendium des Landes Baden-Württemberg
- 1997 Post-Doc Stipendium am interdisziplinären Graduiertenkolleg „Kirche und Gesellschaft im Heiligen Römischen Reich des 15. und 16. Jahrhunderts“  der Universität Göttingen.
- 2001 Lise-Meitner-Habilitationsstipendium des Landes Nordrhein-Westfalen
- Januar bis Juni 2013 Forschungsstipendium des National Endowment for the Humanities (NEH) am Getty Research Center

## Schriften
Monographien
- Vincennes und die höfische Skulptur. Die Bildhauerkunst in Paris 1360–1420. Berlin 1997.
- Kunstsammlungen der Veste Coburg. Die Skulpturen des 14. bis 17. Jahrhunderts. Coburg 1998.
- Martin Schongauer – Maler und Kupferstecher. Kunst und Wissenschaft unter dem Primat des Sehens. München/Berlin 2007.

Aufsätze (Auswahl)
- Zur Erzählweise und Funktion des ottonenzeitlichen Bildzyklus zu den Wundertaten Christi in der St. Georgskirche in Reichenau-Oberzell. In: Ulrike Heinrichs, Katharina Pick (Hrsg.): Neue Forschungen zur Wandmalerei des Mittelalters. Regensburg 2019, S. 45–74.
- Die Skulpturenzyklen der hochgotischen Kathedrale von Reims und ihre Ausstrahlung im deutschsprachigen Raum. In: Der Naumburger Meister. Bd. 1, Imhof, Petersberg 2011, S. 359–381.
- Kennzeichen des Komischen in Dürers Zeichnungen zur Basler Terenz-Edition. In: Andreas Tacke, Stefan Hein (Hrsg.): Menschenbilder. Imhof, Petersberg 2011, S. 111–134.
- Jörg Syrlin d. Ä. und Veit Stoß. Anmerkungen zum medialen Status der spätmittelalterlichen Bildhauerzeichnung. In: Tobias Kunz (Hrsg.): Nicht die Bibliothek, sondern das Auge. Imhof, Petersberg 2008, S. 243–262.
- Natura contra idolon: zur Frage des Antikebezugs in Mathis Gothart-Nitharts Gemälde des hl. Sebastian am Isenheimer Altar. In: Ludger Grenzmann, Klaus Grubmüller (Hrsg.): Die Präsenz der Antike im Übergang vom Mittelalter zur Frühen Neuzeit. Göttingen 2004, S. 351–388.